# Harry Hill
Harold Heaton "Harry" Hill (8 de maio de 1916 — 31 de janeiro de 2009) foi um ciclista britânico, ativo durante os anos 30 do século XX.
Em 1936, ele participou nos Jogos Olímpicos de Berlim, onde ganhou uma medalha de bronze na prova de perseguição por equipes, formando uma equipe com Ernie Mills, Ernest Johnson e Charles King.